# Claudelin
Claudelin är ett familjenamn, som bland annat innehafts av tre generationer handelsmän i Ljugarn på östra Gotland, däribland:
- Olof Gottfrid Claudelin (kom till Ljugarn omkring 1830, gift 1833 med Catharina Charlotta Vilhelmina Hauffman) (?-1850)
  - Jacob Gottfrid Claudelin (gift 1878 med Carolina Wilhelmina Wallander) (1840-1905) (förstfödda barnet med Wilhelmina Minchen Almgren ;  Hulda Wilhelmina Claudelin (1863-1934) gift med August Johan Östlund. I äktenskapet med Carolina Wilhelmina fick de barnen Karin Margareta född 1879 ,  Annie Nathalia född 1880 , Iris Birgitta 1883 ,  Esther Helena 1884 ,  Olof Gottfrid 1887 , Märta Emelie Lovisa 1890 
    - Olof Gottfrid Claudelin (1887-1924)

  - Adolf Wilhelm Claudelin (äventyrare i Afrika)

## Övrigt
Namnet Claudelin har även gett upphov till Claudelins väg i Ljugarn, där även det Claudelinska huset återfinns, uppfört av Jacob Gottfrid Claudelin.